# Jiefang CA-30
Jiefang CA-30 (кит. 解放, пиньинь Jiěfàng, палл. Цзефан, «освобождение») — среднетоннажный грузовой автомобиль производства компании FAW. Один из первых автомобилей, выпускавшихся китайской промышленностью.

## Основные сведения
Производство грузовых автомобилей было запущено на заводе в Чанчуне в 1956 году при участии СССР. Первой моделью стал Jiefang CA-10, выпускавшийся до 1986 года. Он представлял собой копию советского автомобиля ЗИС-150. В 1958 году на заводе началось производство Jiefang CA-30, отличавшегося от предшественника колёсной формулой 6×6. Эта модель находилась в производстве до 1979 года.
Крупнейшим заказчиком завода была Народно-освободительная армия Китая, но грузовик также поставлялся различным гражданским потребителям. В вооружённых силах автомобиль использовался для перевозки грузов и личного состава, на его базе были созданы бензовоз, ремонтные автомобили и командно-штабная машина.

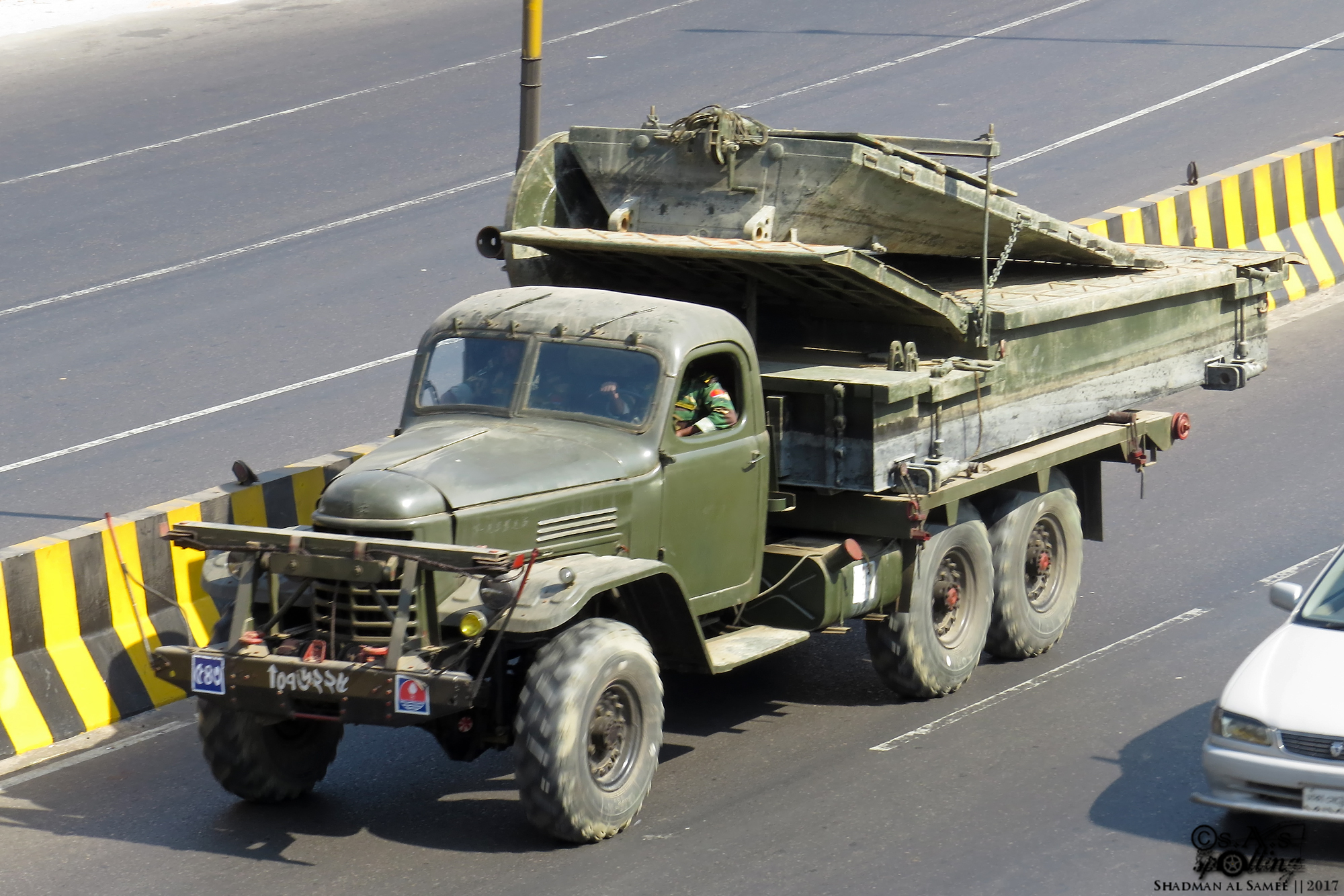
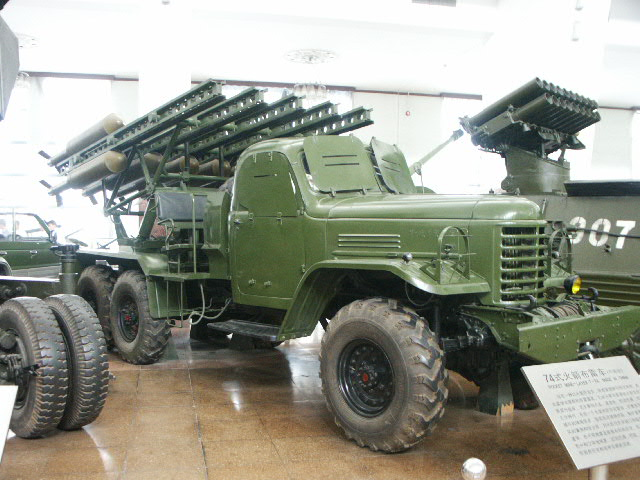